# خورشیدگرفتگی ۱۰ اوت ۱۹۸۰
خورشیدگرفتگی ۱۰ اوت ۱۹۸۰ (به انگلیسی: Solar eclipse of August 10, 1980) یک خورشیدگرفتگی از نوع خورشیدگرفتگی حلقه‌ای است. این خورشیدگرفتگی در تاریخ ۱۰ اوت ۱۹۸۰ میلادی (‎۱۹ مرداد ۱۳۵۹ خورشیدی) روی داد که زمان اوج آن، ساعت ۱۹:۱۲:۲۱ به‌وقت ساعت هماهنگ جهانی بوده‌است. مدت زمان و طول این خورشیدگرفتگی ۳ دقیقه و ۲۳ ثانیه بود.